# Osificare
Osificarea si osteogeneza sunt procese biologice diferite.  Osificarea este procesul prin care organismul uman construieste tesut osos. Osteogeneza este procesul prin care se nasc si se formeaza oasele pornind de la un model membranos sau cartilaginos - pana dobandesc in mod progresiv forma si dimensiunile ce le caracterizeaza. Osteogeneza implica insa cu necesitate procesul de osificare.
Procesul de transformare a scheletului cartilaginos si conjunctiv-fibros al embrionului si fatului in scheletul osos al adultului constituie osteogeneza. Acest proces incepe incă din a 4-a saptămâna a vietii embrionare.
In dezvoltarea scheletului osos se disting doua faze: in prima faza se formeaza tesutul osos, prin inlocuirea tesutului conjunctiv sau cartilaginos si se constituie osul primar. In a doua faza au loc procese de remaniere si distrugere, adice de modelare a tesutului osos, care dau structura functionala caracteristica osului si definitiv, constituindu-se 'osul secundar. Dupa originea lor oasele se pot imparti in oase de membrana, dezvoltate prin osificare desmala (endoconjunctiva), si oase de cartilaj, dezvoltate prin osificare econdrala. Osificarea desmala sau de membrana da nastere oaselor boltii cutiei craniene, parțial claviculelor si mandibulei. Aceasta osificare realizeaza si cresterea in grosime a oaselor lungi pe seama periostului. Osificarea econdrala, de cartilaj, da nastere oaselor membrelor, oaselor scurte si oaselor bazei craniului; de asemenea, prin acest tip de osificare se realizeaza cresterea in lungime a osului la nivelul cartilajului de crestere, cartilajul diafizo-epifizar. In modelul cartilaginos al unui os lung apar centre de osificare, mai intai in diafiza, ulterior si in epifize. Aceste centre se numesc puncte de osificare primitiva (primara). Osificarea epifizelor incepe mai tarziu, dupa ce ele au ajuns aproape de dimensiunile definitive. Raman cartilaginoase, pana in jurul varstei de 20 de ani, doar cartilajele de conjugare diafizo-epifizare sau de crestere. Celulele acestor cartilaje prolifereaza numai spre diafiza, realizand astfel procesul de crestere in lungime a osului(osificarea econdrala). Crestera in grosime este realizata de zona interna, osteogena, a periostului (osificare desmala). Dupa ce procesul de crestere a incetat, epifizele raman acoperite cu un strat subtire de cartilaj hialin, numit cartilaj articular. In jurul varstei de 20-25 de ani, cartilajele de crestere sunt inlocuite de tesut osos, iar epifizele se sudeaza la diafize.